# Navašino
Navašino (rusky Навашино) je město v Nižněnovgorodské oblasti v Ruské federaci. Při sčítání lidu v roce 2010 mělo přes šestnáct tisíc obyvatel.

## Poloha a doprava
Navašino leží na řece Veletmě jen pár kilometrů nad jejím ústím zprava do Oky naproti Muromu. Od Nižního Novgorodu, správního střediska oblasti, je Navašino vzdáleno přibližně 160 kilometrů jihozápadně.
Novašino je železničním uzlem: Na železniční trať z Moskvy do Kazaně se zde připojují tratě do Vyksy a do Kulebaki.

## Dějiny
Novašino vzniklo v roce 1957 sloučením několika vesnic, přičemž rovnou dostalo status města. Stanice Novašino na železniční trati z Moskvy do Kazaně pojmenovaná po jedné z vesnic vznikla již v roce 1912.